# Formotipula
Formotipula is een ondergeslacht van het geslacht van insecten Tipula binnen de familie langpootmuggen (Tipulidae).

## Soorten
Deze lijst van 26 stuks is mogelijk niet compleet.
- T. (Formotipula) argentea (Young, 2009)
- T. (Formotipula) cinereifrons (de Meijere, 1911)
- T. (Formotipula) decurvans (Alexander, 1950)
- T. (Formotipula) dusun (Edwards, 1933)
- T. (Formotipula) exusta (Alexander, 1931)
- T. (Formotipula) friedrichi (Alexander, 1935)
- T. (Formotipula) holoserica (Matsumura, 1916)
- T. (Formotipula) hypopygialis (Alexander, 1924)
- T. (Formotipula) ishana (Alexander, 1953)
- T. (Formotipula) kiangsuensis (Alexander, 1938)
- T. (Formotipula) laosica (Edwards, 1926)
- T. (Formotipula) leopoldi (Alexander, 1937)
- T. (Formotipula) lipophleps (Edwards, 1926)
- T. (Formotipula) luteicorporis (Alexander, 1933)
- T. (Formotipula) melanomera (Walker, 1848)
- T. (Formotipula) melanopyga (Edwards, 1926)
- T. (Formotipula) obliterata (Alexander, 1924)
- T. (Formotipula) omeicola (Alexander, 1935)
- T. (Formotipula) rufizona (Edwards, 1916)
- T. (Formotipula) rufoabdominalis (Alexander, 1927)
- T. (Formotipula) sciariformis (Brunetti, 1911)
- T. (Formotipula) spoliatrix (Alexander, 1941)
- T. (Formotipula) stoneana (Alexander, 1943)
- T. (Formotipula) tjederana (Alexander, 1966)
- T. (Formotipula) unirubra (Alexander, 1935)
- T. (Formotipula) vindex (Alexander, 1940)